# Francis Luyce
Francis Luyce (né le 13 février 1947 à Coudekerque-Branche) est un nageur français et fut président de la Fédération française de natation de 1993 jusqu'en 2017.

## Biographie
Adhérent du club Dunkerque Natation, il acquiert ses victoires en championnats de France dans la seconde moitié des années 1960. Le 21 juillet 1967 à Dinard, il bat le record du monde du 800 mètres nage libre en huit minutes quarante-deux secondes. Il détient ce record jusqu'au 3 septembre 1968.
En 1993, succédant à Henri Sérandour, il est élu président de la Fédération française de natation, réélu en 1997, 2001, 2005 et 2009.

## Palmarès

### Records

#### Records du monde
En 800 mètres nage libre du 21 juillet 1967 au 3 septembre 1968 en 8 min 42 s.

#### Records de France
En 200 mètres nage libre :
- du 24 juillet au 31 juillet 1965 en 2 min 02 s ;
- du 31 juillet 1965 au 30 juin 1966 (2 min 01 s 7).

En 800 mètres nage libre :
- du 7 juillet 1964 au 25 juillet 1965 en 9 min 19 s 4 ;
- du 25 juillet 1965 au 16 août 1966 en 9 min 17 s 8 ;
- du 21 juillet 1967 (alors record du monde) au 17 mars 1975 en 8 min 42 s 0.

### Champion de France en bassin de 50 mètres
- 1 fois champion du 100 mètres nage libre : été 1965.
- 2 fois champion du 200 mètres nage libre : hiver 1964, été 1965, hiver 1966.
- 3 fois champion du 400 mètres nage libre : été 1964, été 1965, hiver 1969.
- 5 fois champion du 1500 mètres nage libre : été 1964, hiver 1965, été 1965, été 1968 et hiver 1969.

## Justice
Le 19 juin 2009, Francis Luyce a été condamné par le Tribunal Correctionnel de Paris à deux mois de prison avec sursis et à verser 5 000 euros d’amende pour prise illégale d'intérêt.